# Abadia de San Pedro de Siresa
A Abadia de San Pedro de Siresa (em aragonês:  Monesterio de Sant Per de Ciresa, em castelhano:  Monasterio de San Pedro de Siresa    ) é um mosteiro no Valle de Hecho, ( Aragão, Espanha ). Foi construído entre os séculos IX e XIII e é o mosteiro mais ao norte de Aragão.

## História
Existem edifícios neste local há séculos, possivelmente da época visigótica, de acordo com as escavações realizadas em 1991. Nas proximidades passava uma estrada romana (cujas ruínas ainda hoje existem), ligando Saragoça e Berdún (no município do Canal de Berdún ) a Béarn (França), através da passagem de 1.970 metros em Puerto de Palo.
Nenhum dos edifícios originais do mosteiro carolíngio ou da Reconquista permanece. Apenas a igreja, provavelmente reconstruída em 1083, durante o auge do poder e da riqueza do mosteiro, sobreviveu. A antiga abadia carolíngia foi reformada naquele ano, e a construção foi retomada em meados do século seguinte, mas acabou de ser abandonada.